# Citrogramma circumdatus
Citrogramma circumdatus är en tvåvingeart som först beskrevs av de Meijere 1908.  Citrogramma circumdatus ingår i släktet Citrogramma och familjen blomflugor. Inga underarter finns listade i Catalogue of Life.